# Мазурово (Польща)
Мазурово (пол. Mazurowo, нім. Sieden) — село в Польщі, у гміні Каліново Елцького повіту Вармінсько-Мазурського воєводства.
Населення — 262 особи (2011).
У 1975-1998 роках село належало до Сувальського воєводства.

## Демографія
Демографічна структура станом на 31 березня 2011 року:
|          | Загалом | Допрацездатний вік | Працездатний вік | Постпрацездатний вік |
| -------- | ------- | ------------------ | ---------------- | -------------------- |
| Чоловіки | 123     | 29                 | 82               | 12                   |
| Жінки    | 139     | 43                 | 76               | 20                   |
| Разом    | 262     | 72                 | 158              | 32                   |